# Afroempis stuckenbergi
Afroempis stuckenbergi är en tvåvingeart som beskrevs av Smith 1969. Afroempis stuckenbergi ingår i släktet Afroempis och familjen dansflugor. Inga underarter finns listade i Catalogue of Life.